# فيربا إصبعي الشكل
فيربا إصبعي الشكل (الاسم العلمي: Verpa digitaliformis) هي نوع من الفطريات تتبع جنس الفيربا من الفصيلة الغوشنية.